# Julius Nielsen (skolemand)
 For alternative betydninger, se Julius Nielsen. (Se også artikler, som begynder med Julius Nielsen)
Søren Julius Elisæus Levinsen Nielsen, eller bedre kendt som Julius Nielsen, (født 29. juli 1874 i Elling, død 7. september 1940) var en dansk rektor.
- Student 1892[1]
- cand. mag. 1897[1]
- Lærer ved N. Zahles Skole og Borgerdydskolen i København1897—99[1]
- Lærer ved Østersøgades Latin- og Realskole til 1901 og 1903—05[1]
- Lærer ved Købmandsskolen, i 1901—03 [1]
- Adjunkt ved Frederiksborg Statsskole 1905[1]
- Lærer ved Statens Lærerhøjskole 1908—09 [1]
- Lærer N. Zahles Faglærerindekursus[1]
- Rektor for Ribe Katedralskole fra 1. Januar 1910 - 5. juli 1918[1]